# Mistrzostwa Europy w Lekkoatletyce 1971 – bieg na 200 m kobiet

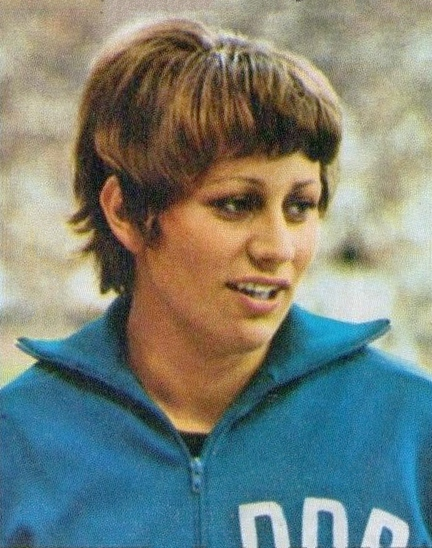
Renate Stecher

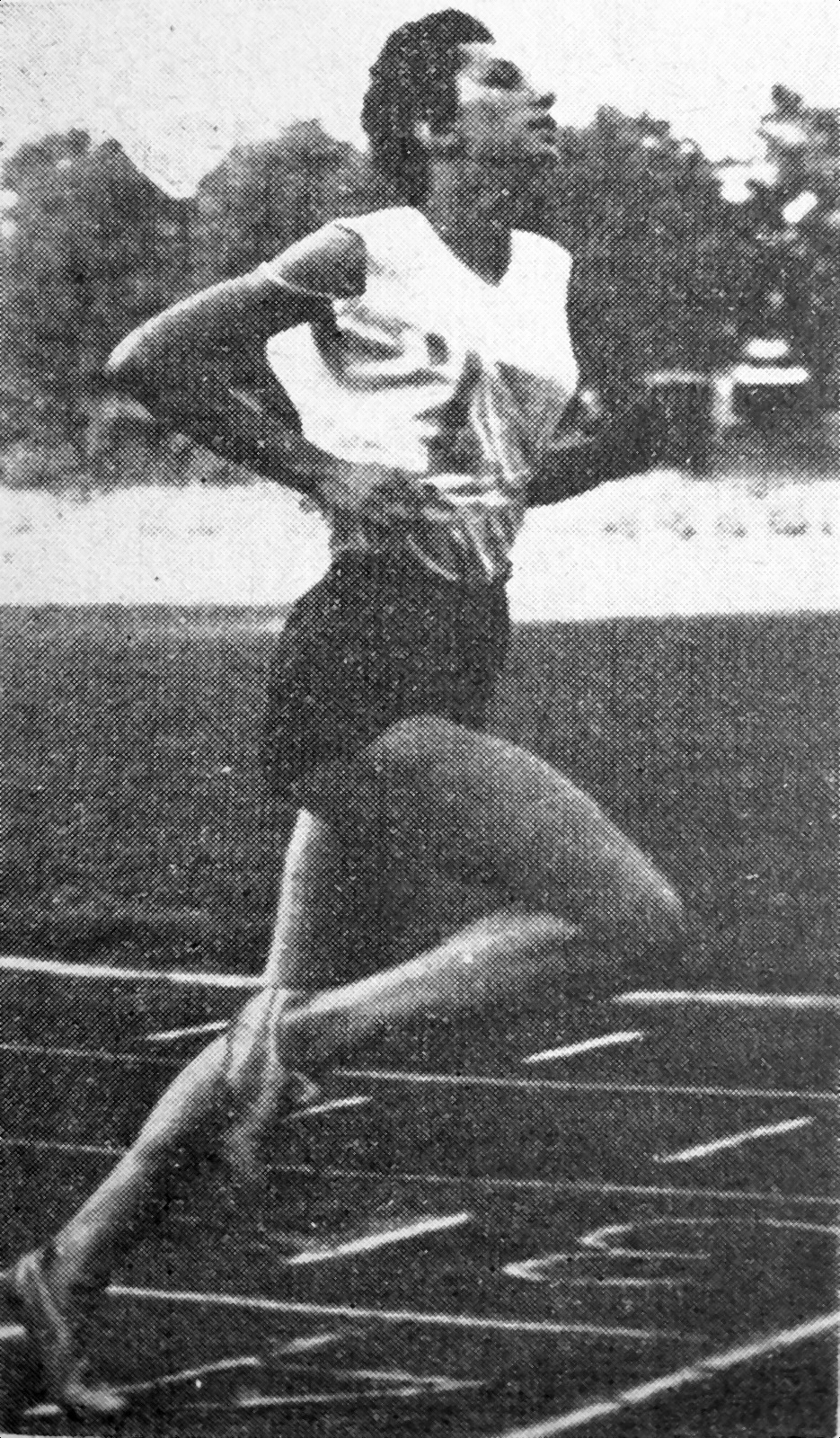
Irena Szewińska

Bieg na dystansie 200 metrów kobiet był jedną z konkurencji rozgrywanych podczas X Mistrzostw Europy w Helsinkach. Biegi eliminacyjne i półfinałowe zostały rozegrane 12 sierpnia, a bieg finałowy 13 sierpnia 1971 roku. Zwyciężczynią tej konkurencji została reprezentantka Niemieckiej Republiki Demokratycznej Renate Stecher, która na tych mistrzostwach zdobyła złoty medal także w biegu na 100 metrów. W rywalizacji wzięło udział dziewiętnaście zawodniczek z dziesięciu reprezentacji.

## Rekordy
| Rekord świata     | Chi Cheng (TPE)          | 22,4 | Monachium, RFN   | 12.07.1970 |
| Rekord Europy     | Irena Szewińska (POL)    | 22,5 | Meksyk, Meksyk   | 18.10.1968 |
| Rekord mistrzostw | Irena Kirszenstein (POL) | 23,1 | Budapeszt, Węgry | 02.09.1966 |

## Wyniki

### Eliminacje
Bieg 1
| Miejsce | Zawodniczka        | Czas  | Uwagi |
| ------- | ------------------ | ----- | ----- |
| 1       | Renate Stecher     | 23,83 | Q     |
| 2       | Wilma van den Berg | 24,13 | Q     |
| 3       | Helga Kapfer       | 24,15 | Q     |
| 4       | Margaret Critchley | 24,21 | Q     |
| 5       | Barbara Bakulin    | 24,57 |       |

Bieg 2
| Miejsce | Zawodniczka       | Czas  | Uwagi |
| ------- | ----------------- | ----- | ----- |
| 1       | Annegret Kroniger | 23,83 | Q     |
| 2       | Ellen Strophal    | 23,85 | Q     |
| 3       | Irena Szewińska   | 25,61 | Q     |

Bieg 3
| Miejsce | Zawodniczka       | Czas  | Uwagi |
| ------- | ----------------- | ----- | ----- |
| 1       | Christina Heinich | 23,82 | Q     |
| 2       | Trudy Ruth        | 23,98 | Q     |
| 3       | Györgyi Balogh    | 24,32 | Q     |
| 4       | Annelie Wilden    | 24,51 | Q     |
| 5       | Elisabeth Randerz | 24,81 |       |

Bieg 4
| Miejsce | Zawodniczka          | Czas  | Uwagi |
| ------- | -------------------- | ----- | ----- |
| 1       | Rita Wilden          | 23,64 | Q     |
| 2       | Nadieżda Biesfamilna | 23,74 | Q     |
| 3       | Urszula Jóźwik       | 24,14 | Q     |
| 4       | Gabrielle Meyer      | 24,25 | Q     |
| 5       | Karin Lundgren       | 24,61 |       |
| 6       | Della Pascoe         | 24,66 |       |

### Półfinały
Półfinał 1
| Miejsce | Zawodniczka        | Czas  | Uwagi |
| ------- | ------------------ | ----- | ----- |
| 1       | Annegret Kroniger  | 23,37 | Q     |
| 2       | Györgyi Balogh     | 23,42 | Q     |
| 3       | Rita Wilden        | 23,50 | Q     |
| 4       | Christina Heinich  | 23,62 | Q     |
| 5       | Urszula Jóźwik     | 24,01 |       |
| 6       | Wilma van den Berg | 24,02 |       |
| 7       | Gabrielle Meyer    | 24,31 |       |

Półfinał 2
| Miejsce | Zawodniczka          | Czas  | Uwagi |
| ------- | -------------------- | ----- | ----- |
| 1       | Renate Stecher       | 23,26 | Q     |
| 2       | Irena Szewińska      | 23,54 | Q     |
| 3       | Nadieżda Biesfamilna | 23,60 | Q     |
| 4       | Ellen Strophal       | 23,68 | Q     |
| 5       | Margaret Critchley   | 23,91 |       |
| 6       | Trudy Ruth           | 23,92 |       |
| 7       | Helga Kapfer         | 24,11 |       |
| 8       | Annelie Wilden       | 24,46 |       |

### Finał
| Miejsce | Zawodniczka          | Czas  | Uwagi |
| ------- | -------------------- | ----- | ----- |
| 1       | Renate Stecher       | 22,70 | CR    |
| 2       | Györgyi Balogh       | 23,26 |       |
| 3       | Irena Szewińska      | 23,32 |       |
| 4       | Nadieżda Biesfamilna | 23,42 |       |
| 5       | Annegret Kroniger    | 23,62 |       |
| 6       | Rita Wilden          | 23,62 |       |
| 7       | Ellen Strophal       | 23,63 |       |
| 8       | Christina Heinich    | 23,73 |       |